# Sant'Ignazio di Antiochia
Sant'Ignazio di Antiochia är en kyrkobyggnad i Rom, helgad åt den helige martyren Ignatios av Antiochia. Kyrkan är belägen vid Via Appia Nuova i quartiere Appio Claudio och tillhör församlingen Sant'Ignazio di Antiochia.

## Historia
Kyrkan uppfördes åren 1956–1957 i nyromansk stil efter ritningar av arkitekten Tullio Rossi. Kyrkan konsekrerades den 12 oktober 1957 av ärkebiskop Ettore Cunial.
Fasaden föregås av en bred trappa. Ovanför portalerna står dedikationsinskriptionen i gyllene mosaik: D.O.M. IN HON. S. IGNATII ANTIOCH. A.D. MCMLVII. Fasadens övre del har tre rundbågefönster och därovan en Kristusstaty. 
Interiörens glasmålningar, ett verk av Laura Redini Giuliani, framställer en rad helgon. I absiden har Gilda Nagni och Franco D'Uso utfört mosaiken Tronande Madonna och Barnet med Ignatius av Antiochia och änglar. Inskriften lyder: ”Frumentum Dei sum, bestiarum dentibus molar, ut mundus panis inveniar Christi” (”Jag är Guds vete, och jag mals genom vilddjurens tänder, för att jag ska befinnas vara rent bröd åt Kristus”). Altarkrucifixet är ett verk av Francesco Nagni. Via Crucis har utförts av Alessandro Monteleone.